# Bystřice, Frýdek-Místek
Bystřice là một làng thuộc huyện Frýdek-Místek, vùng Moravskoslezský, Cộng hòa Séc.